# 1998 en football
Cette page présente les faits marquants de l'année 1998 en football, dont la Coupe du monde en France est l'événement majeur.

## Janvier
- 12 janvier : le Real Madrid est désigné par la FIFA comme étant le meilleur club de l'histoire.
- 28 janvier : inauguration du Stade de France avec le match France - Espagne, remporté 1-0 par les bleus. Zidane inscrit le tout premier but de l'histoire du Stade de France. Cette rencontre voit également la première sélection de David Trezeguet.

## Février
- 12 février : Ruud Gullit est limogé de son poste d'entraîneur de Chelsea. Gianluca Vialli prend les rênes de l'équipe.
- 18 février : Jens Lehmann reçoit sa première sélection en équipe d'Allemagne lors d'un match face à l'équipe d'Oman. Il s'agit de la première confrontation entre les deux équipes.
- 28 février :  Coupe d'Afrique des nations, finale : l'Égypte remporte la quatrième Coupe d'Afrique des nations (CAN) de son histoire en battant l'Afrique du Sud en finale. Le Congo se classe 3e et le Burkina Faso 4e.

## Mars
- 8 mars : Championnat d'Espagne : au Camp Nou, le FC Barcelone s'impose 3-0 sur le Real Madrid. Les buts sont inscrits par Sonny Anderson, Luís Figo et Giovanni.

## Avril
- 4 avril : Coupe de la Ligue, finale : le Paris Saint-Germain remporte la Coupe de la Ligue au Stade de France contre les Girondins de Bordeaux sur le score de 4 tirs au but à 2 (2 partout après prolongations). C'est le premier trophée mis en jeu dans cette nouvelle enceinte.

## Mai
- 2 mai : Coupe de France, finale : le Paris Saint-Germain remporte la 5e Coupe de France de son histoire en s'imposant 2-1 face au Racing Club de Lens.
- 3 mai : Arsenal est champion d'Angleterre. C'est une première pour un entraîneur étranger, le français Arsène Wenger.
- 6 mai : Coupe de l'UEFA, finale : au Parc des Princes, l'Inter Milan remporte la Coupe de l'UEFA en s'imposant face à la Lazio Rome. Le score est de 3-0. C'est la troisième Coupe de l'UEFA remportée par l'Inter.
- 9 mai : 
  - Le Racing Club de Lens remporte le Championnat de France.
  - Le FC Bruges est sacré champion de Belgique.
- 10 mai : la Juventus est sacrée championne d'Italie.
- 13 mai : Coupe d'Europe des vainqueurs de coupe, finale : Chelsea remporte la Coupe d'Europe des vainqueurs de coupes en battant le VfB Stuttgart (1-0).
- 16 mai : Coupe d'Angleterre, finale : Arsenal réalise le doublé en enlevant la FA Cup à Wembley.
- 17 mai : Championnat du Portugal : large victoire du Benfica Lisbonne sur le club de Leça (7-1). Nuno Gomes inscrit 5 buts à lui tout seul.
- 20 mai : Finale de la Ligue des champions de l'UEFA, le Real Madrid est sacré Champion d'Europe, 32 ans après son dernier succès dans l'épreuve reine du Vieux-Continent. C'est la septième Ligue des Champions gagnée par le Real.

## Juin
- 10 juin :  Début de la Coupe du monde qui se déroule en France. En match d'ouverture le Brésil, tenant du titre, s'impose 2-1 face à l'équipe d'Écosse.

## Juillet
- 3 juillet : Coupe du monde de football, quarts de finale : victoire de la France sur l'Italie après une séance de Tirs au but et qualification du Brésil qui sort le Danemark.
- 4 juillet : Coupe du monde, quarts de finale : victoire des Pays-Bas sur l'Argentine et qualification de la Croatie qui élimine l'Allemagne.
- 7 juillet : Coupe du monde, demi-finale : le Brésil élimine les Pays-Bas aux Tirs au but (1-1, 4 t.a.b à 2) et se qualifie pour la finale au Stade de France.

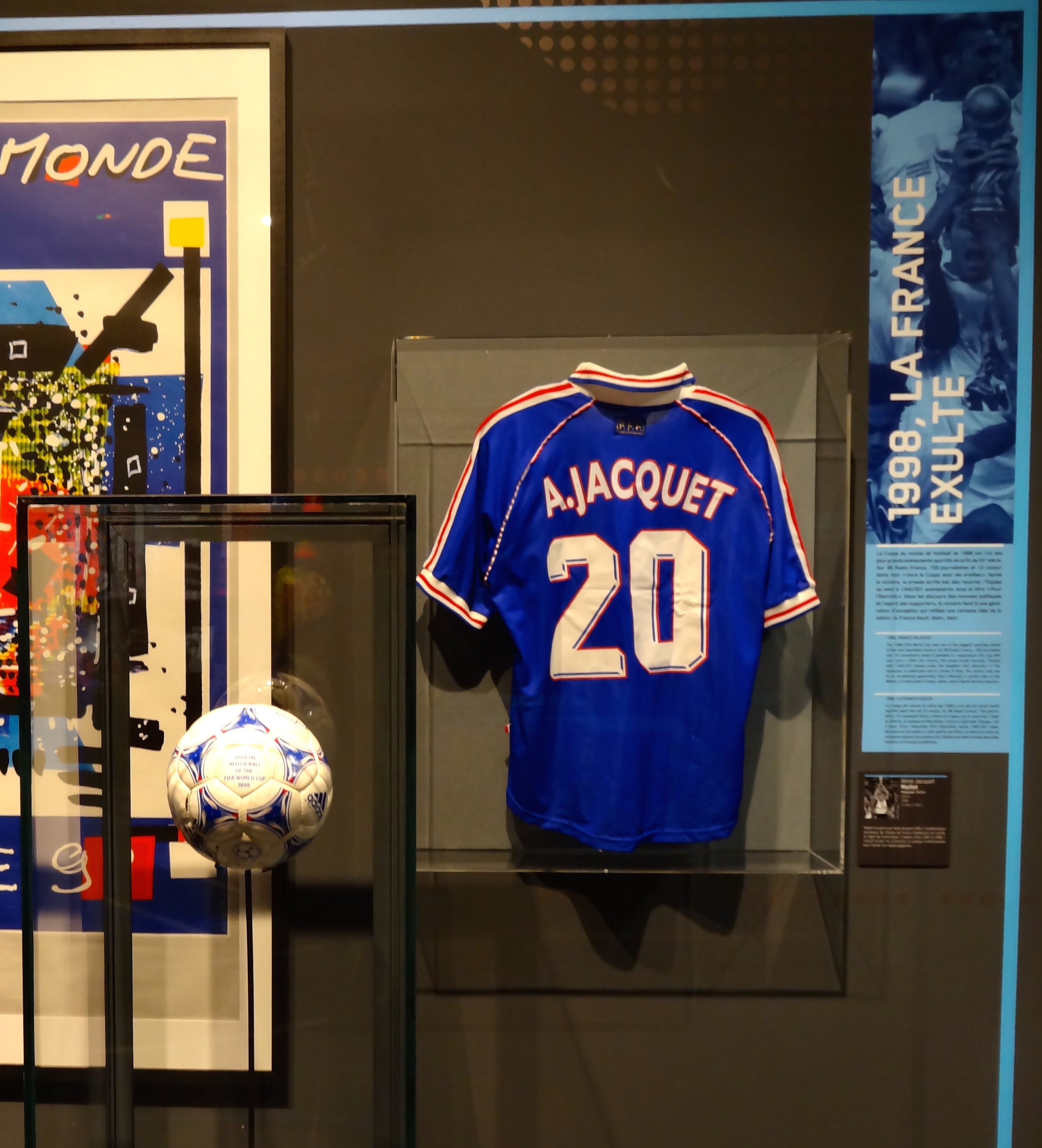
12 juillet : l'équipe de France remporte la Coupe du monde.

- 12 juillet : l'équipe de France remporte la Coupe du monde.8 juillet : Coupe du monde, demi-finale : la France s'impose 2 buts à 1 sur la Croatie et rejoint le Brésil en finale. Les deux buts français sont inscrits par Lilian Thuram.

- 12 juillet : Coupe du monde, finale : au stade de France, l'équipe de France est sacrée championne du monde en battant le Brésil sur le large score de 3-0. Grâce à un doublé de Zinédine Zidane et un troisième but d'Emmanuel Petit, la France remporte la première Coupe du monde de son histoire. La Croatie termine 3e de la compétition tandis que les Pays-Bas se classent 4e.
  - Article détaillé : Finale de la Coupe du monde de football de 1998
- 16 juillet : Gérard Houllier prend le poste d'entraîneur de Liverpool.
- 27 juillet : Roger Lemerre devient le nouveau sélectionneur de l'équipe de France. Il prend la succession d'Aimé Jacquet.

## Août
- 14 août : Championnat de France : à noter la large victoire de l'Olympique lyonnais sur le Toulouse Football Club (6-1).
- 22 août : Championnat de France : match de folie entre l'Olympique de Marseille et le Montpellier HSC. Les olympiens s'imposent 5-4 alors que les montpelliérains menaient 4-0 à la mi-temps.
- 26 août : Copa Libertadores, finale : les Brésiliens du CR Vasco de Gama remporte la Copa Libertadores face aux Équatoriens du Barcelona Sporting Club.
- 28 août : Ruud Gullit prend le poste d'entraîneur de Newcastle United. Il succède à Kenny Dalglish.
- 30 août : Chelsea remporte la Supercoupe de l'UEFA face au Real Madrid (1-0), grâce à un but tardif (82e minute) de Gus Poyet.

## Septembre
- 20 septembre : Championnat d'Espagne : à Santiago Bernabéu, le Real Madrid et le FC Barcelone font match nul (2-2). Raúl est l'auteur d'un doublé en faveur du Real.

## Octobre
- 1er octobre : David O'Leary devient le nouvel entraîneur de Leeds. Il prend la succession de George Graham.
- 10 octobre : première sélection en équipe d'Italie pour Francesco Totti lors du match Italie - Suisse.

## Novembre
- 25 novembre : 
  - Jean-Pierre Papin annonce qu'il met fin à sa carrière de footballeur professionnel.
  - Victoire du Racing Club de Lens face à Arsenal en Ligue des Champions. Unique victoire d'un club français à Wembley.

## Décembre
- 6 décembre : Zinédine Zidane est élu Onze d'or 1998 par le magazine Onze Mondial.
- 8 décembre : Quelque heures avant un match de 8e de finale de Coupe de l'UEFA, Aitor Zabaleta supporter de la Real Sociedad et poignardé aux abords du Stade Vicente-Calderón par des fans de l'Atletico Madrid membres du groupe de supporters d'extrême droite Bastion 1903, il décédera quelques heures plus tard des suites de ces blessures.
- 12 décembre : Ligue des champions de la CAF, finale : l'ASEC Mimosas (Côte d'Ivoire) remporte la Ligue des champions de la CAF face au Dynamos Football Club (Zimbabwe) grâce à un score de 4 buts à 2 au match retour de la finale.
- 13 décembre : 
  - le Real Madrid remporte la Coupe intercontinentale face aux Brésiliens du CR Vasco de Gama (score : 2-1).
  - Siniša Mihajlović inscrit un triplé sur coup franc avec la Lazio face à la Sampdoria.
- 19 décembre : Championnat de France : très large victoire des Girondins de Bordeaux sur le FC Metz (6-0). Lilian Laslandes s'offre un triplé. À noter également la large victoire de Montpellier sur le terrain de Toulouse (5-2), avec 3 buts de Laurent Robert.
- 21 décembre : Zinédine Zidane est élu Ballon d'or 1998 par le magazine France Football.

## Naissances
Plus d'informations : Liste d'acteurs du football nés en 1998.
- 3 janvier : Patrick Cutrone, footballeur italien.
- 8 janvier : Manuel Locatelli, footballeur italien.
- 12 janvier : Juan Foyth, footballeur argentin.
- 18 janvier : Éder Militão, footballeur brésilien.
- 4 février : Maximilian Wöber, footballeur autrichien.
- 5 février : Loïc Badiashile, footballeur français.
- 15 février : Wuilker Faríñez, footballeur vénézuélien.
- 25 février : Ismaïla Sarr, footballeur sénégalais.
- 27 mars : Haji Wright, joueur de soccer américain.
- 16 juin : Ritsu Doan, footballeur japonais.
- 30 juin : Houssem Aouar, footballeur franco-algérien.
- 8 juillet : Yann Karamoh, footballeur français.
- 22 juillet : Federico Valverde, footballeur uruguayen.
- 28 août : Weston McKennie, joueur de soccer américain.
- 11 septembre : Han Kwang-song, footballeur nord-coréen.
- 18 septembre : Christian Pulisic, joueur de soccer américain.
- 4 octobre : Moussa Wagué, footballeur sénégalais.
- 5 octobre : Exequiel Palacios, footballeur argentin.
- 7 octobre : Trent Alexander-Arnold, footballeur anglais.
- 27 octobre : Dayot Upamecano, footballeur français.
- 4 novembre : Achraf Hakimi, footballeur marocain.
- 5 novembre : Takehiro Tomiyasu, footballeur japonais.
- 12 novembre : Jules Koundé, footballeur français.
- 20 décembre : Kylian Mbappé, footballeur français.

## Principaux décès
Plus d'informations : Liste d'acteurs du football morts en 1998.
- 1er janvier : décès à 74 ans de Muhamet Dibra, international albanais ayant remporté 3 Championnat d'Albanie.
- 7 janvier : décès à 61 ans de Slava Metreveli, international soviétique ayant remporté le Championnat d'Europe 1960, 2 Championnat d'Union soviétique et la Coupe d'Union soviétique 1960.
- 13 janvier : décès à 77 ans de Kurt Weissenfels, joueur est-allemand.
- 15 janvier : décès à 60 ans d'Ahmed Oudjani, international algérien.
- 15 janvier : décès à 64 ans de Boris Tatushin, international soviétique ayant remporté la médaille d'or aux Jeux olympiques 1956 et 3 Championnat d'URSS devenu entraîneur.
- 24 janvier : décès à 60 ans de Nodar Akhalkatsi, joueur soviétique devenu entraîneur ayant remporté la Coupe des vainqueurs de coupe en 1981, le Championnat d'Union soviétique en 1978 et 2 Coupe d'Union soviétique.
- 8 février : décès à 87 ans de Joseph Van Beeck, international belge ayant remporté 2 Championnat de Belgique.
- 10 février : décès à 69 ans de Léon Desmenez, joueur puis entraîneur français[1].
- 18 février : décès à 50 ans de Messias Timula, international portugais ayant remporté 6 Championnat du Portugal et 2 Coupe du Portugal.
- 19 février : décès à 87 ans de George Male, international anglais ayant remporté 6 Championnat d'Angleterre  et 2 Coupe d'Angleterre.
- 25 février : décès à 81 ans de Pruden, joueur espagnol ayant remporté le championnat d'Espagne 1941 et 2 coupe d'Espagne.
- 26 février : décès à 80 ans de Jimmy Hagan, international anglais devenu entraîneur ayant remporté  3 Championnat du Portugal et 2 Coupe du Portugal.
- 13 mars décès à 65 ans de Peter Sillett, international anglais ayant remporté le Championnat d'Angleterre en 1955 devenu entraîneur.
- 15 mars décès à 53 ans de Guennadi Ievrioujikine, international Soviétique ayant remporté la médaille de bronze aux Jeux olympiques d'été de 1972 et 2 Coupe d'URSS.
- 22 mars décès à 53 ans de Jean-Pierre Brucato, joueur français ayant remporté la Coupe de France en 1965 devenu entraîneur[2].
- 22 mars décès à 86 ans de Shoichi Nishimura, international japonais.
- 23 mars : décès à 93 ans de Georges Taisne, international français[3].
- 28 mars : décès à 85 ans de Francisco Betancourt, joueur puis entraîneur espagnol.
- 30 mars : décès à 73 ans de Pierre Angel, joueur puis entraîneur français[4].
- 31 mars : décès à 74 ans de Roger Vandooren, international français ayant remporté le Championnat de France en 1946 et 3 Coupe de France devenu entraîneur[5].
- 10 avril : décès à 58 ans de Dieter Erler, international est-allemand ayant remporté le Championnat de RDA 1959.
- 10 avril : décès à 90 ans de Zezé Moreira, joueur puis entraîneur brésilien. Il fut également sélectionneur de son pays.
- 11 avril : décès à 92 ans de Georges Houyvet, international français.
- 12 avril décès de Peter Okee, international ougandais ayant remporté 2 championnat d'Ouganda devenu entraîneur. Il fut également sélectionneur de son pays.
- 12 avril : décès à 62 ans de Bruno Rodzik, international français ayant remporté 3 Championnat de France et la Coupe de France en 1958.
- 18 avril décès à 76 ans de Ferenc Deák, international hongrois ayant remporté le Championnat de Hongrie 1949.
- 22 avril : décès à 86 ans de Roger Petit, joueur belge.
- 3 mai : décès à 37 ans de Justin Fashanu, joueur anglais.
- 3 mai : décès à 80 ans de René Rebibo, joueur français ayant remporté le Championnat de France 1937[6].
- 13 mai : décès à 76 ans de Lido Albanesi, joueur français[7].
- 18 mai : décès à 79 ans de Mohamed Naoui, joueur, entraîneur et sélectionneur marocain.
- 21 mai : décès à 95 ans de Pedro Escartín, entraîneur puis arbitre international espagnol. Il fut également sélectionneur de son pays.
- 1er juin : décès à 79 ans de Gottfried Dienst, arbitre international suisse.
- 4 juin : décès à 66 ans de Miguel Montuori, international italien ayant remporté le Championnat du Chili 1954 et le Championnat d'Italie 1956.
- 13 juin : Fernand Sastre, français  président de la Fédération française de football de 1972 à 1984.
- 15 juin : décès à 56 ans de Keith Newton, international anglais.
- 17 juin : décès à 91 ans de Manuel Vidal, joueur espagnol.
- 18 juin : décès à 60 ans d'André Chorda, international français ayant remporté le Championnat de France 1959[8].
- 18 juin : décès à 68 ans d'Ernesto Grillo, international argentin ayant remporté la Copa América en 1955, 3 Championnat d'Argentine et le Championnat d'Italie en 1959.
- 22 juin : décès à 75 ans de Norberto Méndez, international argentin ayant remporté 3 Copa América et 3 Championnat d'Argentine.
- 28 juin : décès à 77 ans de Jack Rowley, international anglais ayant remporté le Championnat d'Angletrre 1952 et la Coupe d'Angleterre 1948 devenu entraîneur.
- 6 juillet : décès à 75 ans de Félix, international portugais ayant remporté le Championnat du Portugal en 1950 et 4  Coupe du Portugal.
- 11 juillet : décès à 82 ans de Pierre Garonnaire, footballeur français[9].
- 15 juillet : décès à 88 ans de Kazimierz Lis, joueur polonais ayant remporté le Championnat de Pologne 1947.
- 22 juillet : décès à 88 ans de Fritz Buchloh, international allemand devenu entraîneur. Il fut également sélectionneur de l'Islande.
- 26 juillet : décès à 89 ans d'Aymoré Moreira, international brésilien devenu entraîneur. Il fut également sélectionneur de son pays avec qui il remporta la Coupe du Monde 1962.
- 26 juillet : décès à 68 ans de Sava Antić, international yougoslave ayant remporté la médaille d'argent aux Jeux olympiques 1956 et 3 Coupe de Yougoslavie devenu entraîneur.
- 27 juillet : décès à 74 ans de Zlatko Čajkovski, international croate et yougoslave ayant remporté la médaille d'argent aux Jeux olympiques 1948 et en 1952, 2 Championnat de Yougoslavie, 3 Coupe de Yougoslavie puis comme entraîneur la Coupe d'Europe des vainqueurs de coupe en 1967, le Championnat d'Allemagne en 1962, 2 Coupe d'Allemgne, le Championnat de Grèce en 1978 et la Coupe de Grèce en 1978.
- 1er août : décès à 82 ans de Josef Ludl, international tchécoslovaque devenu entraîneur.
- 5 août : décès à 82 ans d'Arthur Ceuleers, international belge ayant remporté 2 Championnat de Belgique.
- 6 août : décès à 81 ans de Francesco Capocasale, joueur italien devenu entraîneur.
- 6 août : décès à 64 ans de Guy Hernas, joueur français[10].
- 7 août : décès à 86 ans de Max Conchy, joueur français ayant remporté la Coupe de France 1935[11].
- 8 août : décès à 88 ans de Pascual Salas, joueur espagnol.
- 2 septembre : décès à 65 ans de Jackie Blanchflower, international nord-irlandais ayant remporté 3 Championnat d'Angleterre.
- 6 septembre : décès à 64 ans de Mohamed Ayachi, international tunisien.
- 9 septembre : décès à 78 ans de Mariano Martín, international espagnol ayant remporté le Championnat d'Espagne 1945.
- 15 septembre : décès à 61 ans de René Ferrier, international français ayant remporté 2 Championnat de France devenu entraîneur[12].
- 15 septembre : décès à 71 ans de Héctor Vilches, international uruguayen.
- 13 octobre : décès à 72 ans de Valdemar Kendzior, international danois.
- 20 octobre : décès à 72 ans de René Pleimelding, international français ayant remporté la Coupe de France en 1957 devenu entraîneur[13].
- 23 octobre : décès à 101 ans de Roger Ébrard, joueur français[14].
- 27 octobre : décès à 84 ans de Reidar Kvammen, international norvégien ayant remporté la médaille de bronze aux Jeux olympiques 1936 devenu entraîneur.
- 30 novembre : décès à 46 ans de Djamel Bouaïchaoui, international algérien ayant remporté la Coupe d'Algérie 1981.
- 1er décembre : décès à 81 ans de Bertil Nordahl, international suédois ayant remporté les Jeux olympiques 1948 devenu entraîneur.
- 3 décembre : décès à 77 ans de Paul Gévaudan, joueur français et sélectionneur de la Côte d'Ivoire[15].
- 11 décembre : décès à 80 ans de Karel Michlowski, joueur tchèque devenu entraîneur[16].
- 11 décembre : décès à 54 ans de Jimmy Mackay, international australien.
- 18 décembre : décès à 73 ans d'Åke Jönsson, international suédois ayant remporté la médaille de bronze aux Jeux olympiques 1952.

## Liens
- RSSSF : Tous les résultats du monde